# 祖賓波托克

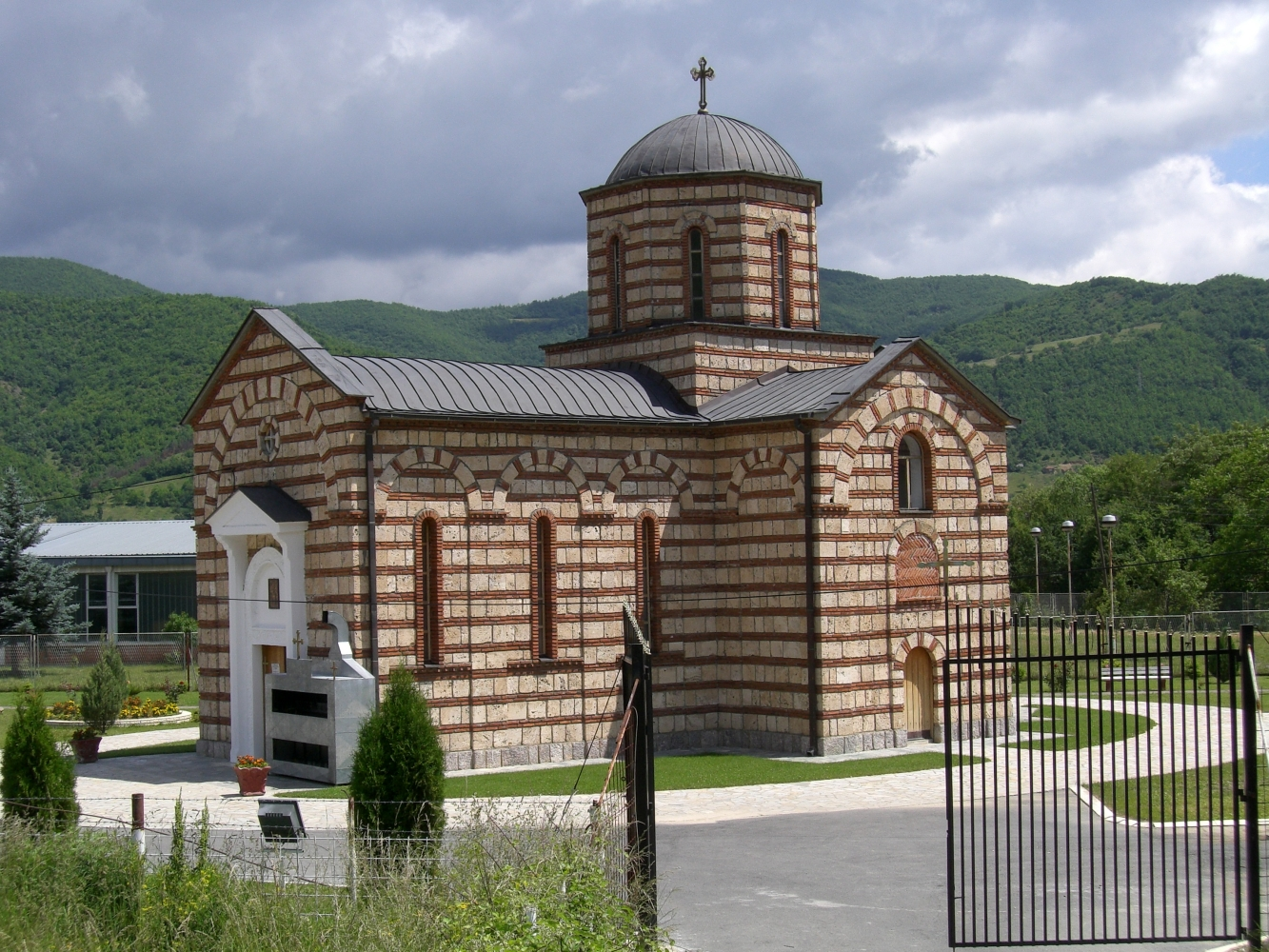
圣三一教堂

祖賓波托克（羅馬化：Zubin Potok），是科索沃米特羅維察區祖宾波托克市镇内的城镇及行政中心。2011年城镇人口数量估计为1,724人，而2015年整个市镇人口数量估计为15,200人。